# 아라육로
아라육로(Arayuk-ro)는 경기도 김포시 고촌읍 전호리에 있는 김포시도로, 총 연장은 3.371 km이다. 도로의 명칭이 유래된 것은 경인 아라뱃길 육지의 김포터미널 내부를 통과하는 도로인 아라육로로 명명되었기 때문이다.

## 역사
- 2011년 8월 12일 : 도로명으로 아라육로로 고시

## 주요 경유지
- 김포시
  - 고촌읍 (전호리)

## 접촉하는 도로
- 교차 가능 : 금포로 (국가지원지방도 제78호선)
- 교차 불가 : 김포한강로

## 주요 건물 및 시설
- 제일모직 수도권 통합물류센터 (아라육로 75/전호리 743)
- 용마로지스 김포센터 (아라육로 78/전호리 719)
- WJ 물류센터 (아라육로 80/전호리 719)